# Jørgen Wenndorf Jørgensen
Jørgen Wenndorf Jørgensen (Swing Jørgen) (født 28. november 1942) er en dansk sangskriver, trompetist, guitarist og sanger. Swing Jørgen er Jørgen Wenndorf Jørgensens kunstnernavn. Navnet stammer fra den gang Jørgen begyndte at spille med Ricardo's Jazzmen.
Jørgen Wenndorf Jørgensen er hovedsagligt kendt fra Ricardo's Jazzmen (1965-1970) og Swing Jørgens Rytmecirkus (fra 1970). Herudover har Jørgen Wenndorf Jørgensen skrevet musik, som er blevet brugt af blandt andet Poul Dissing og Gasolin. Desuden har han spillet trompet på Niels Skousens LP "Jeg vender mig i sengen" (1973) og på Gasolins "De gule enker" fra LP'en "Efter endnu en dag" (1976). Han udgav i 2021 bogen "Swing - en musikalsk selvbiografi" (Historia). 

## Ekstern henvisning
- Swing Jørgens Rytmecirkus Arkiveret 13. oktober 2007 hos  Wayback Machine